# Bédeilhac-et-Aynat
Pour les articles homonymes, voir Bédeilhac.
Bédeilhac-et-Aynat (Vedelhac (e Ainat) en occitan) est une commune française, située dans le département de l'Ariège en région Occitanie.
Le patrimoine architectural de la commune comprend un immeuble protégé au titre des monuments historiques : la grotte de Bédeilhac, classée en 1929.
Bédeilhac-et-Aynat est une commune rurale qui compte 195 habitants en 2022, après avoir connu un pic de population de 611 habitants en 1851. Elle appartient à l'unité urbaine de Tarascon-sur-Ariège et fait partie de l'aire d'attraction de Foix. Ses habitants sont appelés les Bédeinatois ou Bédeinatoises.

## Géographie

### Localisation
La commune de Bédeilhac-et-Aynat se trouve dans le département de l'Ariège, en région Occitanie.
Elle se situe à 11 km à vol d'oiseau de Foix, préfecture du département, et à 4 km de Tarascon-sur-Ariège, bureau centralisateur du canton du Sabarthès dont dépend la commune depuis 2015 pour les élections départementales.
La commune fait en outre partie du bassin de vie de Tarascon-sur-Ariège.
Les communes les plus proches sont : 
Surba (1,7 km), Rabat-les-Trois-Seigneurs (2,1 km), Saurat (2,3 km), Arignac (3,0 km), Quié (3,8 km), Gourbit (4,1 km), Bompas (4,4 km), Tarascon-sur-Ariège (4,4 km).
Sur le plan historique et culturel, Bédeilhac-et-Aynat fait partie du pays de Sabarthès, structuré par la haute vallée de l'Ariège en amont du pays de Foix avec Tarascon-sur-Ariège comme ville principale.

### Communes limitrophes
Les communes limitrophes sont Arignac, Montoulieu, Rabat-les-Trois-Seigneurs, Saurat et Surba.
|        | Montoulieu                |         |
| Saurat | Bédeilhac-et-Aynat        | Arignac |
|        | Rabat-les-Trois-Seigneurs | Surba   |

### Géologie et relief
La commune est située dans les Pyrénées, une chaîne montagneuse jeune, érigée durant l'ère tertiaire (il y a 40 millions d'années environ), en même temps que les Alpes. Les terrains affleurants sur le territoire communal sont constitués de roches pour partie sédimentaires et pour partie métamorphiques datant pour certaines du Mésozoïque, anciennement appelé Ère secondaire, qui s'étend de −252,2 à −66,0 Ma, et pour d'autres du Protérozoïque, le dernier éon du Précambrien sur l’échelle des temps géologiques. La structure détaillée des couches affleurantes est décrite dans la feuille « n°1075 - Foix » de la carte géologique harmonisée au 1/50 000ème du département de l'Ariège, et sa notice associée.
La superficie cadastrale de la commune publiée par l’Insee, qui sert de références dans toutes les statistiques, est de 6,38 km2,. La superficie géographique, issue de la BD Topo, composante du Référentiel à grande échelle produit par l'IGN, est quant à elle de 6,59 km2.Son relief est particulièrement découpé puisque la dénivelée maximale atteint 875 mètres. L'altitude du territoire varie entre 549 m et 1 424 m.
Le territoire de la commune se trouve dans la vallée du Saurat. Son altitude varie de 549 à 1 424 mètres, et s'étend sur plus de 6 km2 (638 hectares).

### Hydrographie

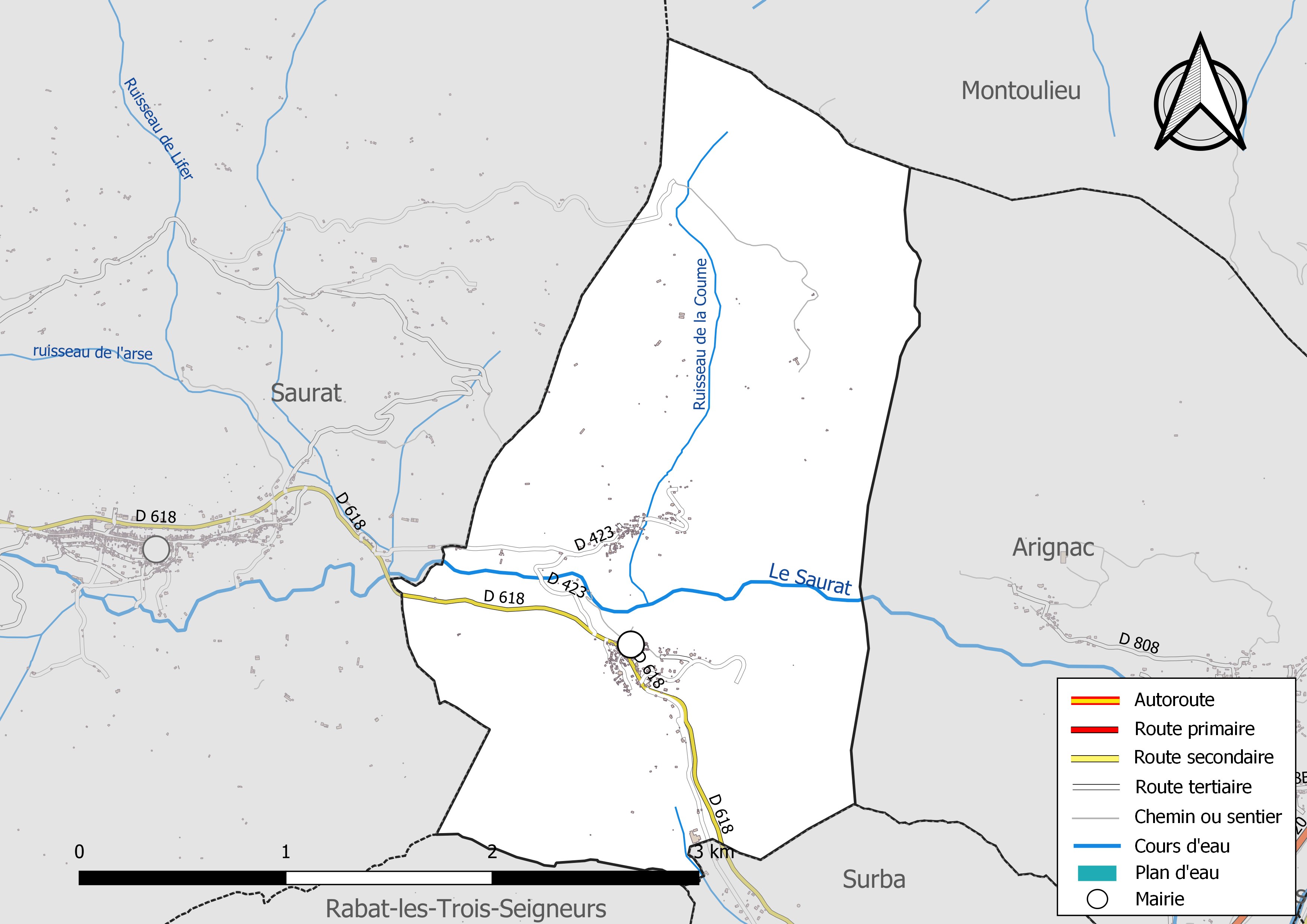
Réseaux hydrographique et routier de Bédeilhac-et-Aynat.

La commune est dans le bassin versant de la Garonne, au sein du bassin hydrographique Adour-Garonne. Elle est drainée par le Saurat, le ruisseau de la Coume et le ruisseau de Saint-Pierre, constituant un réseau hydrographique de 5 km de longueur totale,.
Le Saurat, d'une longueur totale de 15,6 km, prend sa source dans la commune de Saurat et s'écoule d'ouest en est. Il traverse la commune et se jette dans l'Ariège à Arignac, après avoir traversé 3 communes.

### Climat
Pour des articles plus généraux, voir Climat de l'Occitanie et Climat de l'Ariège.
En 2010, le climat de la commune est de type climat des marges montargnardes, selon une étude s'appuyant sur une série de données couvrant la période 1971-2000. En 2020, Météo-France publie une typologie des climats de la France métropolitaine dans laquelle la commune est exposée à un climat de montagne et est dans la région climatique Pyrénées centrales, caractérisée par une pluviométrie annuelle de 1 000 à 1 200 mm.
Pour la période 1971-2000, la température annuelle moyenne est de 10,6 °C, avec une amplitude thermique annuelle de 14,3 °C. Le cumul annuel moyen de précipitations est de 1 067 mm, avec 10,5 jours de précipitations en janvier et 7,6 jours en juillet. Pour la période 1991-2020, la température moyenne annuelle observée sur la station météorologique la plus proche, située sur la commune de Cos à 12 km à vol d'oiseau, est de 12,4 °C et le cumul annuel moyen de précipitations est de 1 004,0 mm,. Pour l'avenir, les paramètres climatiques de la commune estimés pour 2050 selon différents scénarios d'émission de gaz à effet de serre sont consultables sur un site dédié publié par Météo-France en novembre 2022.

### Milieux naturels et biodiversité

#### Espaces protégés
La protection réglementaire est le mode d’intervention le plus fort pour préserver des espaces naturels remarquables et leur biodiversité associée,.
La commune fait partie du parc naturel régional des Pyrénées ariégeoises, créé en 2009 et d'une superficie de 245 973 ha, qui s'étend sur 138 communes du département. Ce territoire unit les plus hauts sommets aux frontières de l’Andorre et de l’Espagne (la Pique d’Estats, le Mont Valier, etc) et les plus hautes vallées des avants-monts, jusqu’aux plissements du Plantaurel.
Un  autre espace protégé est présent sur la commune : 
le « roc de Sédour », objet d'un arrêté de protection de biotope, d'une superficie de 115,2 ha.

#### Réseau Natura 2000

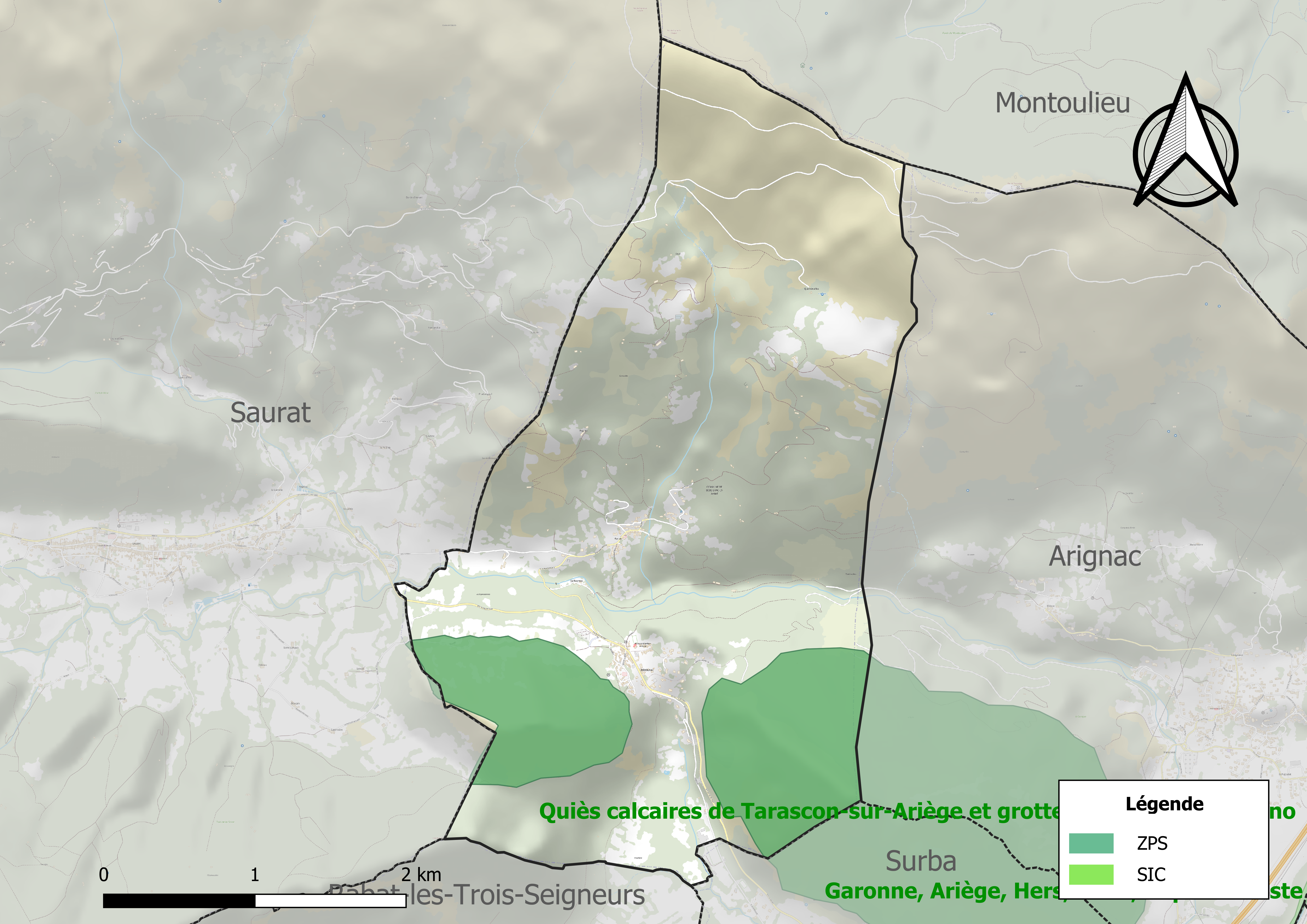
Site Natura 2000 sur le territoire communal.

Le réseau Natura 2000 est un réseau écologique européen de sites naturels d'intérêt écologique élaboré à partir des directives habitats et oiseaux, constitué de zones spéciales de conservation (ZSC) et de zones de protection spéciale (ZPS).
Un site Natura 2000 a été défini sur la commune au titre de la directive habitats :
- les « quiès calcaires de Tarascon-sur-Ariège et grotte de la Petite Caougno », d'une superficie de 2 478 ha, un espace constitué des massifs calcaires de la vallée de l'Ariège avec station "intra pyrénéenne" de nombreuses espèces méditerranéennes[30]

et un au titre de la directive oiseaux : 
- les « quiès calcaires de Tarascon-sur-Ariège et grotte de la Petite Caougno », d'une superficie de 2 479 ha, des milieux rupestres exceptionnels. Sont présents deux couples de vautours percnoptères, l'aigle royal (plusieurs couples), des sites de nidifications pour le faucon pèlerin et le hibou grand-duc[31].

#### Zones naturelles d'intérêt écologique, faunistique et floristique
L’inventaire des zones naturelles d'intérêt écologique, faunistique et floristique (ZNIEFF) a pour objectif de réaliser une couverture des zones les plus intéressantes sur le plan écologique, essentiellement dans la perspective d’améliorer la connaissance du patrimoine naturel national et de fournir aux différents décideurs un outil d’aide à la prise en compte de l’environnement dans l’aménagement du territoire.
Quatre ZNIEFF de type 1 sont recensées sur la commune :
- le « massif de l'Arize, versant sud » (8 013 ha), couvrant 14 communes du département[33] ;
- le « massif de l'Arize, zone d'altitude » (15 897 ha), couvrant 26 communes du département[34] ;
- les « parois calcaires et quiès du bassin de Tarascon » (8 161 ha), couvrant 58 communes du département[35] ;
- le « ruisseau du Saurat et affluents » (29 ha), couvrant 3 communes du département[36] ;

et deux ZNIEFF de type 2, : 
- le « massif de l'Arize » (42 110 ha), couvrant 40 communes du département[37] ;
- les « parois calcaires et quiès de la haute vallée de l'Ariège » (9 891 ha), couvrant 40 communes du département[38].

Carte des ZNIEFF de type 1 et 2 à Bédeilhac-et-Aynat.
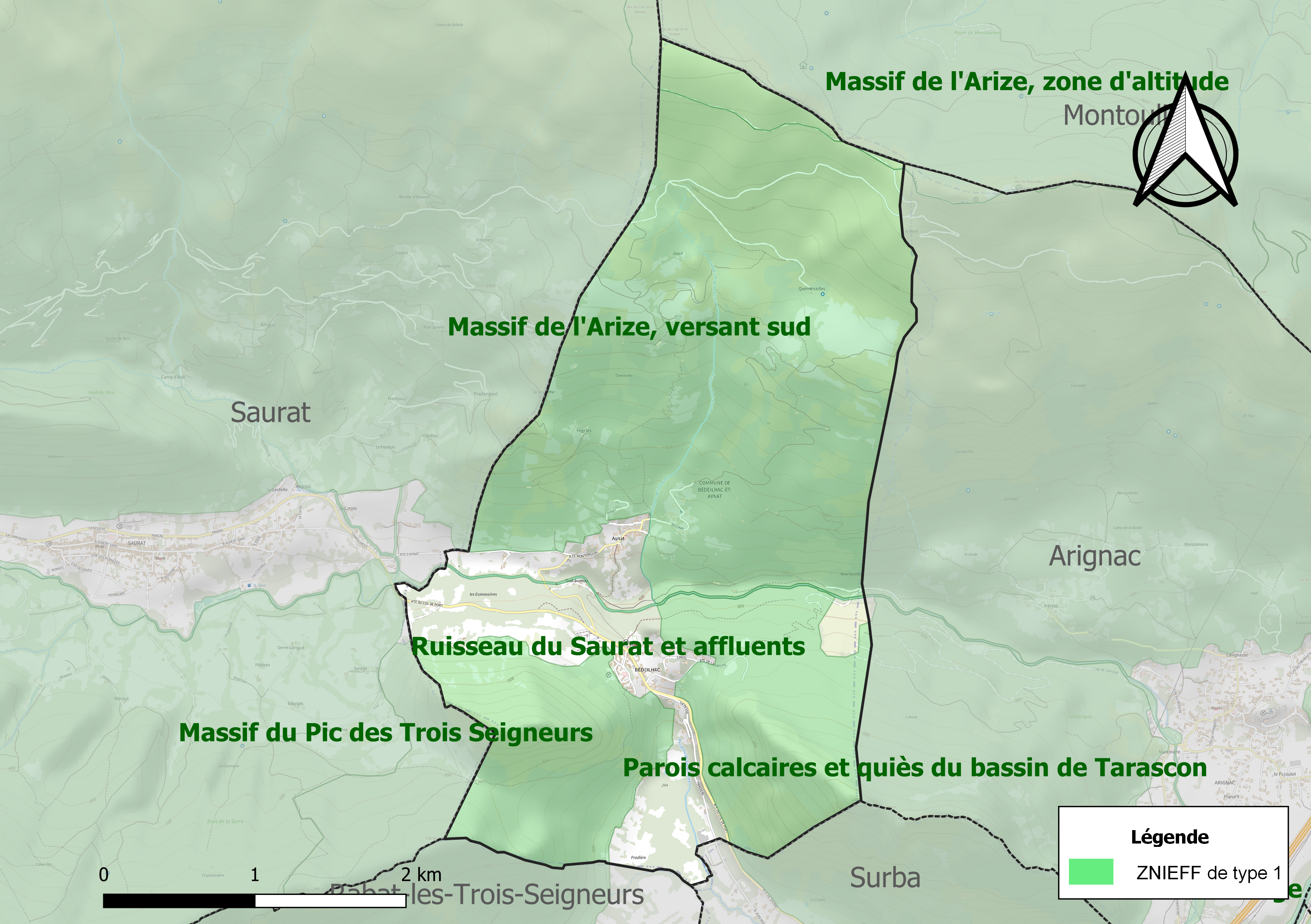
Carte des ZNIEFF de type 1 sur la commune.
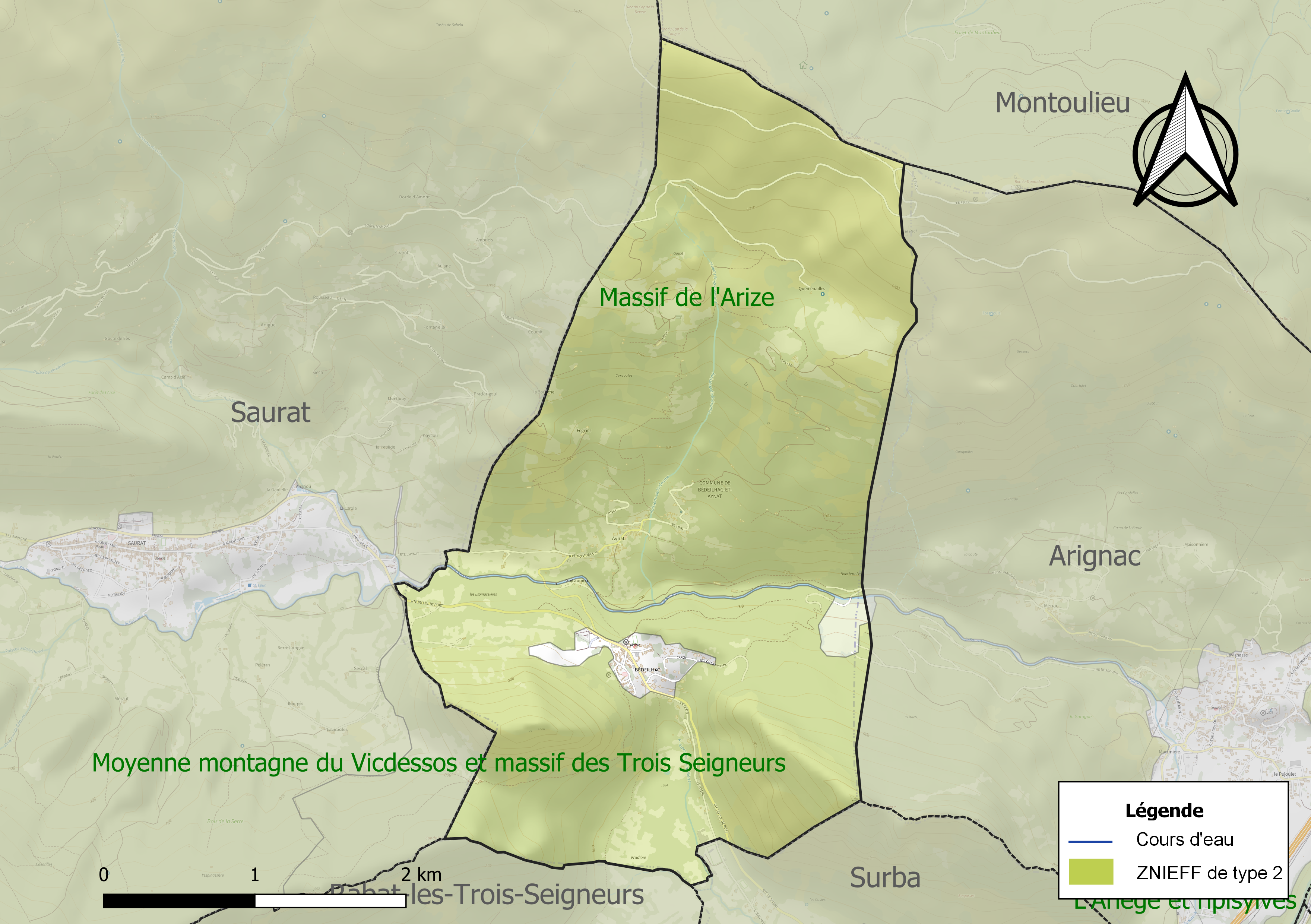
Carte des ZNIEFF de type 2 sur la commune.

## Urbanisme

### Typologie
Au 1er janvier 2024, Bédeilhac-et-Aynat est catégorisée commune rurale à habitat dispersé, selon la nouvelle grille communale de densité à 7 niveaux définie par l'Insee en 2022.
Elle appartient à l'unité urbaine de Tarascon-sur-Ariège, une agglomération intra-départementale dont elle est une commune de la banlieue,. Par ailleurs la commune fait partie de l'aire d'attraction de Foix, dont elle est une commune de la couronne,. Cette aire, qui regroupe 38 communes, est catégorisée dans les aires de moins de 50 000 habitants,.

### Occupation des sols
L'occupation des sols de la commune, telle qu'elle ressort de la base de données européenne d’occupation biophysique des sols Corine Land Cover (CLC), est marquée par l'importance des forêts et milieux semi-naturels (81,4 % en 2018), en augmentation par rapport à 1990 (78,3 %). La répartition détaillée en 2018 est la suivante : 
milieux à végétation arbustive et/ou herbacée (47 %), forêts (28 %), prairies (12,3 %), espaces ouverts, sans ou avec peu de végétation (6,4 %), zones agricoles hétérogènes (6,2 %). L'évolution de l’occupation des sols de la commune et de ses infrastructures peut être observée sur les différentes représentations cartographiques du territoire : la carte de Cassini (XVIIIe siècle), la carte d'état-major (1820-1866) et les cartes ou photos aériennes de l'IGN pour la période actuelle (1950 à aujourd'hui).

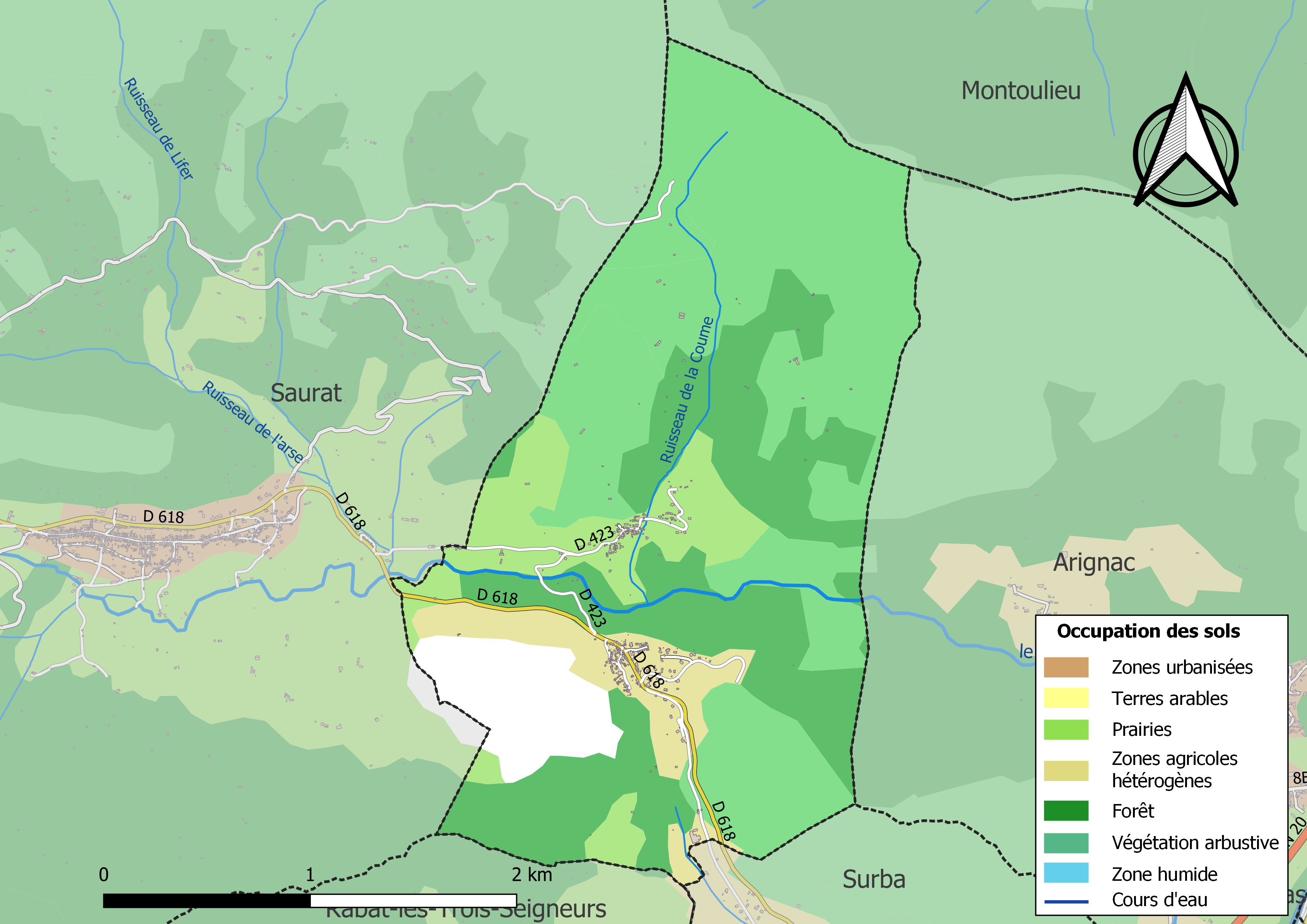
Carte des infrastructures et de l'occupation des sols de la commune en 2018 (CLC).

### Habitat et logement
En 2018, le nombre total de logements dans la commune était de 164, alors qu'il était de 161 en 2013 et de 152 en 2008.
Parmi ces logements, 57,9 % étaient des résidences principales, 40,9 % des résidences secondaires et 1,3 % des logements vacants. Ces logements étaient pour 94,5 % d'entre eux des maisons individuelles et pour 4,9 % des appartements.
Le tableau ci-dessous présente la typologie des logements à Bédeilhac-et-Aynat en 2018 en comparaison avec celle de l'Ariège et de la France entière. Une caractéristique marquante du parc de logements est ainsi une proportion de résidences secondaires et logements occasionnels (40,9 %) supérieure à celle du département (24,6 %) et à celle de la France entière (9,7 %). Concernant le statut d'occupation de ces logements, 76,3 % des habitants de la commune sont propriétaires de leur logement (77,3 % en 2013), contre 66,3 % pour l'Ariège et 57,5 % pour la France entière.
| Typologie                                               | Bédeilhac-et-Aynat | Ariège | France entière |
| ------------------------------------------------------- | ------------------ | ------ | -------------- |
| Résidences principales (en %)                           | 57,9               | 65,7   | 82,1           |
| Résidences secondaires et logements occasionnels (en %) | 40,9               | 24,6   | 9,7            |
| Logements vacants (en %)                                | 1,3                | 9,7    | 8,2            |

### Risques majeurs

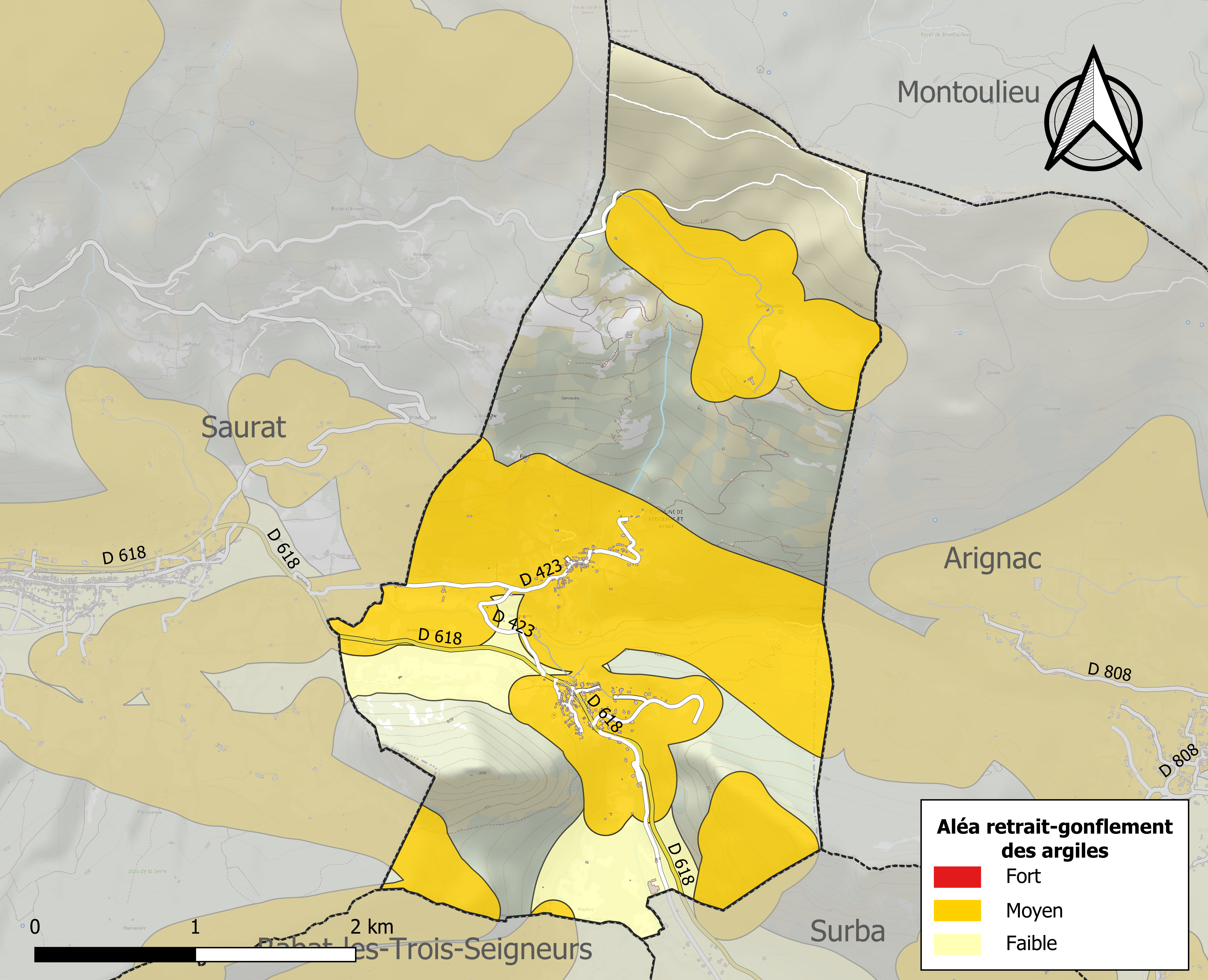
Zonage de l'aléa retrait-gonflement des argiles sur la commune de Bédeilhac-et-Aynat.

Le territoire de la commune de Bédeilhac-et-Aynat est vulnérable à différents aléas naturels : inondations, climatiques (grand froid ou canicule), feux de forêts, mouvements de terrains et séisme (sismicité modérée),.
Certaines parties du territoire communal sont susceptibles d’être affectées par le risque d’inondation par crue torrentielle d'un cours d'eau, ou ruissellement d'un versant.
Les mouvements de terrains susceptibles de se produire sur la commune sont soit des chutes de blocs, soit des glissements de terrains, soit des effondrements liés à des cavités souterraines, soit des mouvements liés au retrait-gonflement des argiles. Près de 50 % de la superficie du département est concernée par l'aléa retrait-gonflement des argiles, dont la commune de Bédeilhac-et-Aynat. L'inventaire national des cavités souterraines permet par ailleurs de localiser celles situées sur la commune.

## Toponymie
Formes anciennes du nom de Bédeilhac : Bedeillac en 1793, Bedeilhac en 1801, puis Bédeilhac-et-Aynat en 1828 à la suite de la fusion de Bédeilhac avec Aynat,.
Formes anciennes du nom de Aynat : Ainat en 1793, puis Aynat en 1801.

## Histoire
Mentionné pour la première fois au XIIIe siècle, le château de Calamès appartient au comté de Foix. Il a servi de gage dans le différend opposant le comté de Foix et Royaume de France et d'Aragon entre 1272 et 1298.
Les communes de Bédeilhac et d'Aynat étaient indépendantes avant d'être réunies en une seule par ordonnance du 17 décembre 1828.

## Politique et administration

### Découpage territorial
La commune de Bédeilhac-et-Aynat est membre de la communauté de communes du Pays de Tarascon, un établissement public de coopération intercommunale (EPCI) à fiscalité propre créé le 21 juillet 1994 dont le siège est à Tarascon-sur-Ariège. Ce dernier est par ailleurs membre d'autres groupements intercommunaux.
Sur le plan administratif, elle est rattachée à l'arrondissement de Foix, au département de l'Ariège, en tant que circonscription administrative de l'État, et à la région Occitanie.
Sur le plan électoral, elle dépend du canton du Sabarthès pour l'élection des conseillers départementaux, depuis le redécoupage cantonal de 2014 entré en vigueur en 2015, et de la première circonscription de l'Ariège  pour les élections législatives, depuis le redécoupage électoral de 1986.

### Liste des maires
| Période                                  | Période  | Identité        | Étiquette | Qualité  |
| ---------------------------------------- | -------- | --------------- | --------- | -------- |
| mars 2001                                | 2020     | Annick Fournié, | DVD       | Employée |
| 2020                                     | En cours | Michel Anquet   | DVG       |          |
| Les données manquantes sont à compléter. |          |                 |           |          |

## Population et société
Ses habitants sont appelés les Bédeinatois.

### Démographie
L'évolution du nombre d'habitants est connue à travers les recensements de la population effectués dans la commune depuis 1793. Pour les communes de moins de 10 000 habitants, une enquête de recensement portant sur toute la population est réalisée tous les cinq ans, les populations de référence des années intermédiaires étant quant à elles estimées par interpolation ou extrapolation. Pour la commune, le premier recensement exhaustif entrant dans le cadre du nouveau dispositif a été réalisé en 2004.

En 2022, la commune comptait 195 habitants, en évolution de +3,72 % par rapport à 2016 (Ariège : +1,48 %, France hors Mayotte : +2,11 %).
| 1793 | 1800 | 1806 | 1821 | 1831 | 1836 | 1841 | 1846 | 1851 |
| ---- | ---- | ---- | ---- | ---- | ---- | ---- | ---- | ---- |
| 264  | 272  | 278  | 289  | 552  | 536  | 559  | 605  | 611  |

| 1856 | 1861 | 1866 | 1872 | 1876 | 1881 | 1886 | 1891 | 1896 |
| ---- | ---- | ---- | ---- | ---- | ---- | ---- | ---- | ---- |
| 586  | 515  | 533  | 510  | 535  | 506  | 502  | 506  | 502  |

| 1901 | 1906 | 1911 | 1921 | 1926 | 1931 | 1936 | 1946 | 1954 |
| ---- | ---- | ---- | ---- | ---- | ---- | ---- | ---- | ---- |
| 511  | 517  | 513  | 261  | 259  | 303  | 245  | 200  | 166  |

| 1962 | 1968 | 1975 | 1982 | 1990 | 1999 | 2004 | 2006 | 2009 |
| ---- | ---- | ---- | ---- | ---- | ---- | ---- | ---- | ---- |
| 140  | 126  | 120  | 119  | 136  | 150  | 163  | 163  | 199  |

| 2014 | 2019 | 2022 | - | - | - | - | - | - |
| ---- | ---- | ---- | - | - | - | - | - | - |
| 190  | 199  | 195  | - | - | - | - | - | - |

## Économie

### Revenus
En 2018, la commune compte 88 ménages fiscaux, regroupant 187 personnes. La médiane du revenu disponible par unité de consommation est de 20 820 € (19 820 € dans le département).

### Emploi
| Division       | 2008   | 2013   | 2018   |
| -------------- | ------ | ------ | ------ |
| Commune        | 14,1 % | 12,5 % | 9,6 %  |
| Département    | 8,9 %  | 11,1 % | 11,2 % |
| France entière | 8,3 %  | 10 %   | 10 %   |

En 2018, la population âgée de 15 à 64 ans s'élève à 112 personnes, parmi lesquelles on compte 75,4 % d'actifs (65,8 % ayant un emploi et 9,6 % de chômeurs) et 24,6 % d'inactifs,. En  2018, le taux de chômage communal (au sens du recensement) des 15-64 ans est inférieur à celui de la France et du département, alors qu'en 2008 la situation était inverse.
La commune fait partie de la couronne de l'aire d'attraction de Foix, du fait qu'au moins 15 % des actifs travaillent dans le pôle,. Elle compte 23 emplois en 2018, contre 29 en 2013 et 24 en 2008. Le nombre d'actifs ayant un emploi résidant dans la commune est de 75, soit un indicateur de concentration d'emploi de 30,3 % et un taux d'activité parmi les 15 ans ou plus de 49,4 %.
Sur ces 75 actifs de 15 ans ou plus ayant un emploi, 14 travaillent dans la commune, soit 18 % des habitants. Pour se rendre au travail, 89,6 % des habitants utilisent un véhicule personnel ou de fonction à quatre roues, 3,9 % s'y rendent en deux-roues, à vélo ou à pied et 6,5 % n'ont pas besoin de transport (travail au domicile).

### Activités hors agriculture
22 établissements sont implantés  à Bédeilhac-et-Aynat au 31 décembre 2019. Le tableau ci-dessous en détaille le nombre par secteur d'activité et compare les ratios avec ceux du département,.
Le secteur de la construction est prépondérant sur la commune puisqu'il représente 36,4 % du nombre total d'établissements de la commune (8 sur les 22 entreprises implantées  à Bédeilhac-et-Aynat), contre 14,2 % au niveau départemental.
Sur 26 établissements présents sur la commune à fin 2010, 8 % relevaient du secteur de l'agriculture (pour une moyenne de 19 % sur l'ensemble du département), 8 % du secteur de l'industrie, 23 % du secteur de la construction, 54 % de celui du commerce et des services (pour 47 % sur le département) et 8 % du secteur de l'administration et de la santé.

### Agriculture
|                                   | 1988 | 2000 | 2010 |
| --------------------------------- | ---- | ---- | ---- |
| Exploitations                     | 7    | 5    | 3    |
| Superficie agricole utilisée (ha) | 21   | 169  | 73   |

La commune fait partie de la petite région agricole dénommée « Région pyrénéenne ». En 2010, l'orientation technico-économique de l'agriculture  sur la commune est l'élevage d'ovins et de caprins. Trois exploitations agricoles ayant leur siège dans la commune sont dénombrées lors du recensement agricole de 2010 (sept en 1988). La superficie agricole utilisée est de 73 ha.

## Culture locale et patrimoine

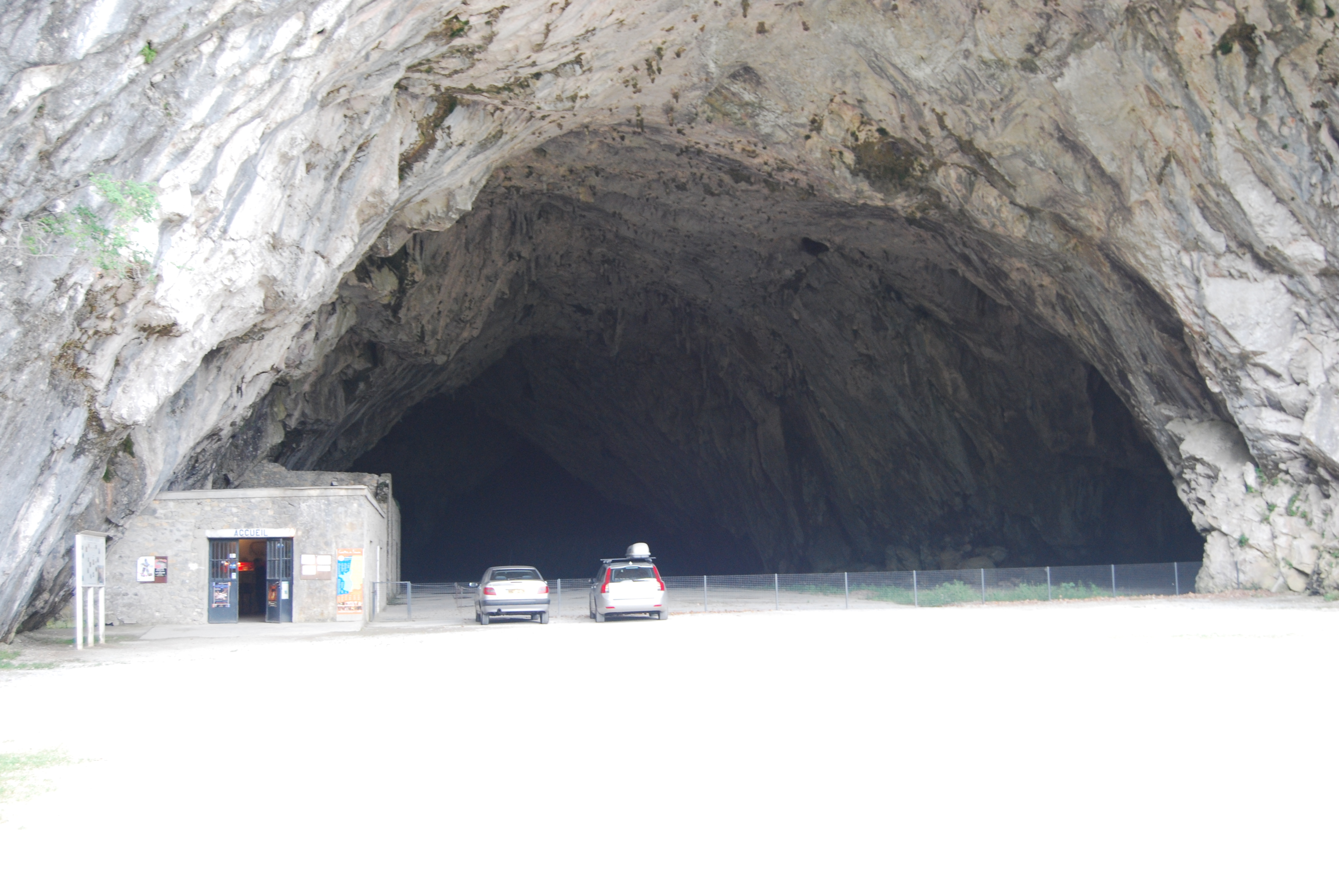
L'entrée de la grotte de Bédeilhac.

### La grotte de Bédeilhac
Grotte préhistorique au lieu-dit Montagne du Soudour, immense grotte décrite dès 1773 par Marcorelle : grande galerie d'un kilomètre de long, salles d'environ 100 mètres de diamètre, imposantes concrétions : piliers, stalactites, stalagmites... Peintures, gravures et modelages préhistoriques, d'époque magdalénienne (environ 15 000 ans). La première peinture préhistorique découverte en Ariège est le grand bison noir en teinte plate authentifié par l'abbé Henri Breuil en juillet 1906.

### Autres lieux et monuments
- La tour Montorgueil (Montorguèlhen occitan)
- Le château de Calamès (1002 m  d'altitude) faisait partie des fortifications du comte de Foix, dont il ne demeurent que deux pans de murs du donjon.
- Église Saint-Martin de Bédeilhac.

## Pour approfondir